# Județul Ismail (interbelic)
Județul Ismail a fost o unitate administrativă de ordinul întâi din Regatul României, aflată în sudul regiunii istorice Basarabia, în Bugeac. Reședința județului era orașul Ismail.

## Întindere

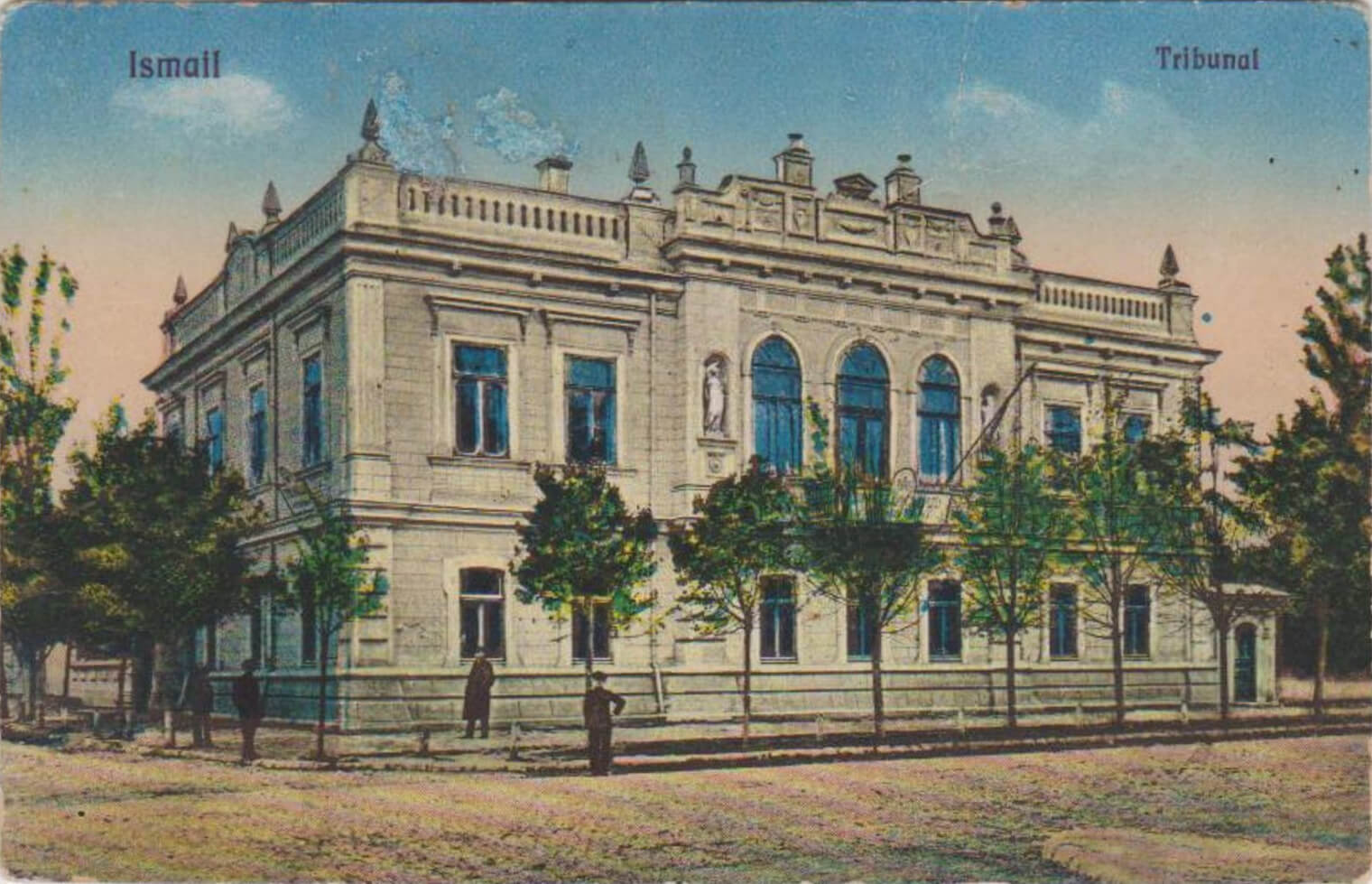
Sediul Tribunalului județului Ismail din perioada interbelică. Clădirea mai este cunoscută sub denumirea de Casa Tulcianov.

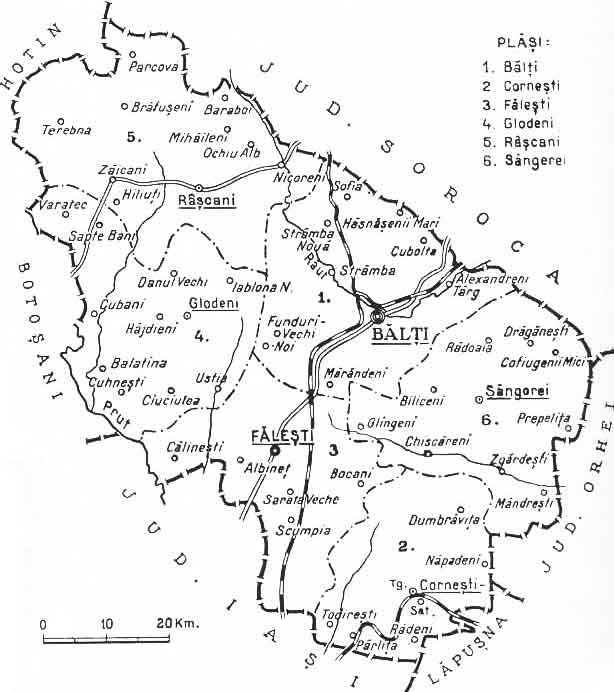
Harta județului, cu dispunerea și denumirea plășilor, în anul 1938.

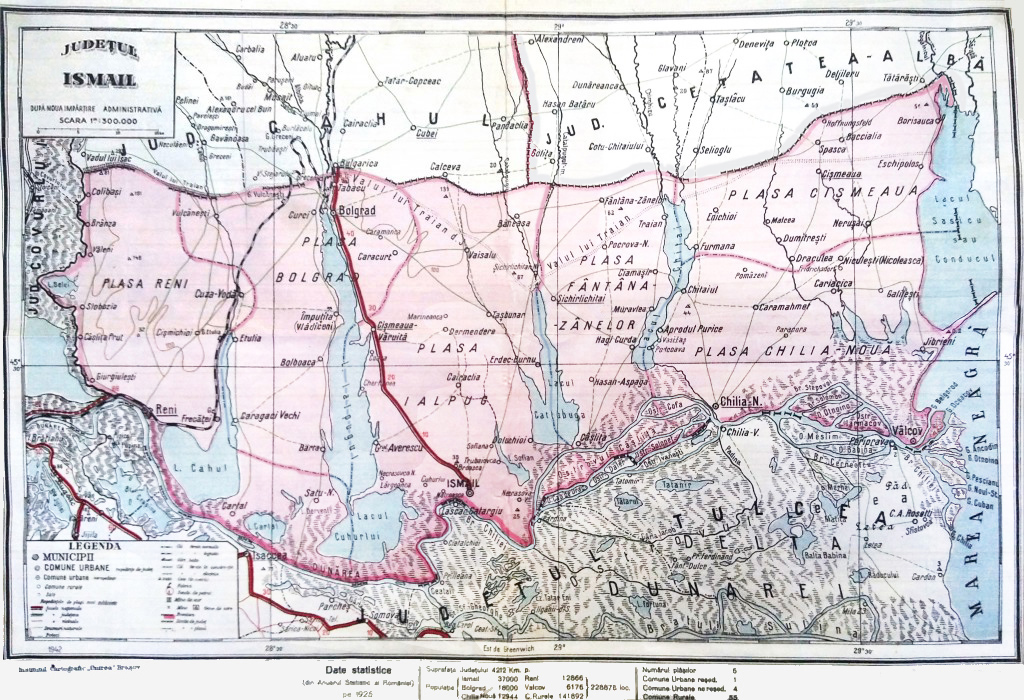
Harta județului în anul 1925.

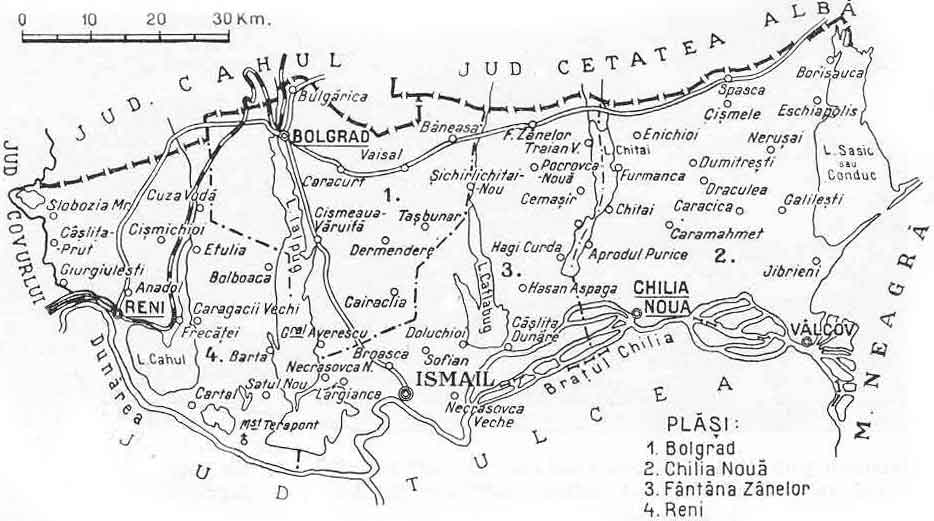
Harta județului, cu dispunerea și denumirea plășilor, în anul 1938.

Județul se afla în partea estică a României Mari, în sudul regiunii Basarabia, în nordul brațului Chilia al Dunării și al Deltei Dunării. A avut inițial cinci plăși, apoi, după 1930, patru. Se învecina la nord cu județele Cahul și Cetatea Albă, la vest cu județul Covurlui, la sud cu județul Tulcea, iar la est cu Marea Neagră. Actualmente, cea mai mare parte a teritoriului fostului județ aparține statului Ucraina, în timp ce o parte mai mică, la vest, aparține Republicii Moldova. 

## Organizare
În anul 1930, teritoriul județului a fost împărțit în patru plăși:
1. Plasa Bolgrad, cu reședința la Bolgrad;
2. Plasa Chilia Nouă, cu reședința la Chilia Nouă;
3. Plasa Fântâna Zânelor, cu reședința la Fântâna-Zânelor și
4. Plasa Reni, cu reședința la Reni.

Pe teritoriul județului se aflau cinci comune urbane (orașe), și anume: Ismail (reședința județului), Bolgrad, Chilia Nouă, Reni și Vâlcov.

## Populație
Conform datelor recensământului din 1930 populația județului era de 225.509 locuitori, dintre care 31,9% români, 29,7% ruși, 19,2% bulgari, 6,9% găgăuzi, 4,7% ucraineni, 2,8% evrei ș.a. Din punct de vedere confesional populația județului era formată din 87,9% ortodocși, 7,6% ortodocși de rit vechi (lipoveni), 2,9% mozaici ș.a.

### Mediu urban
Polulația urbană a județului era de 75.860 locuitori, dintre care 44,7% ruși, 24,6% români, 12,4% bulgari, 8,1% evrei, 5% ucraineni, 0,7% greci ș.a. Sub aspect religios orășenimea era alcătuită din 80,7% ortodocși, 9,3% ortodocși de rit vechi (lipoveni), 8,2% mozaici, 0,7% romano-catolici ș.a.

## Materiale documentare

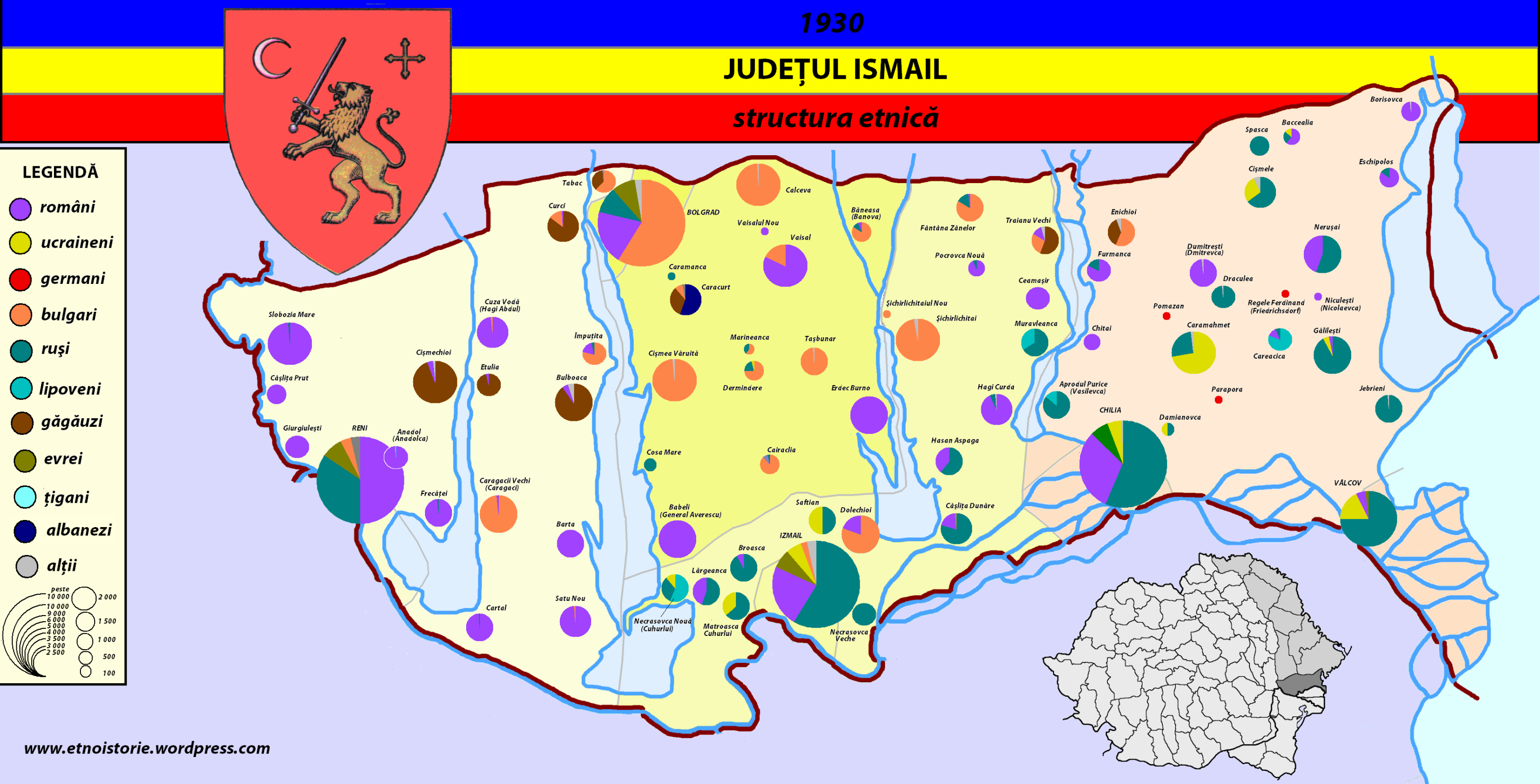
Structura etnică a județului Ismail în anul 1930